# Instituto de Tecnología
Una escuela politécnica, universidad politécnica, instituto tecnológico o instituto politécnico es una institución de educación superior especializada en la enseñanza e investigación de tecnologías.
Este tipo de establecimientos existen al menos desde el siglo XVIII, pero se expandieron notablemente tras la Segunda Guerra Mundial. Al igual que las escuelas politécnicas, pueden formar parte de una universidad, o ser establecimientos universitarios independientes, como las Grandes Escuelas (Francia), el Instituto de Tecnología de Massachusetts o la Escuela Politécnica Federal de Zúrich. En cualquier caso, pueden impartir programas y emitir titulaciones tanto de grado como de posgrado.
La primera universidad técnica fue, muy posiblemente, la École Polytechnique de París (Francia), fundada en 1794, a la que luego seguirían muchas otras.